# Сен-Клер-сюр-Эптский договор

Герцогство Нормандия в период между 911 и 1050 годами

Сен-Клер-сюр-Эптский договор (фр. traité de Saint-Clair-sur-Epte) — соглашение, заключенное осенью 911 года между королём западных франков Карлом III Простоватым и предводителем норманнов (викингов) Роллоном. По условиям этого договора норманны получили возможность поселиться на территории Нейстрии в обмен на обязательство оборонять королевство Карла III от дальнейших вторжений викингов. Это соглашение повлекло образование герцогства Нормандия во главе с потомками Роллона.

## Ситуация перед заключением договора
В последние годы правления короля франков Карла Великого викинги стали регулярно нападать на христианские аббатства на севере королевства. Каролингские короли учредили военные командования (в частности Нейстрийскую марку) и построили укреплённые мосты (к примеру, через Сену возле современного города Пон-де-л'Арш), но эти грабительские набеги не удалось остановить.
Примерно около 910—911 года скандинавы под предводительством Роллона затеяли переход через Нейстрию, но франкские аристократы, вступив в союз, дали им бой у городских стен Шартра. Карл III выбрал этот момент для начала переговоров. Срочность переговоров также объяснялась тем, что король намеревался окончательно завладеть королевством Лотарингия и он хотел устранить угрозы со стороны викингов.

## Положения договора
Историки не располагают оригинальным текстом договора; условия соглашения изложил в своих трудах Дудо Сен-Кантенский, нормандский историк, живший в начале XI века. Имеются сомнения в полной достоверности его повествования. Соглашение было заключено на следующих условиях:
- Король Карл III уступает Роллону земли на участке «от реки Эпт до моря». Историки не имеют единого мнения о размере уступленных земель. Большинство считает, что были переданы графства или епископства Руана, Эврё и Лизьё. Эта территория соответствует землям современного французского региона Верхняя Нормандия, с добавлением края Пеи-д’Ож. В истории это был не первый случай, когда король уступал часть своих владений викингам ради получения мира. В конце IX века Англия при правлении англосаксонского короля Альфреда Великого признала независимость территорий, получивших название Данелаг.
- Роллон согласился принять крещение.
- Роллон должен был обеспечить защиту королевства, в особенности от своих соплеменников-викингов, которые снова намеревались подняться по Сене с грабительскими рейдами. Предводитель норманнов приносил оммаж королю. Чтобы угодить норманнам историк Дудо Сен-Кантенский изложил легенду о том, что Роллон наотрез отказался преклонять колени перед королём на церемонии приношения оммажа чтобы целовать его ногу. Найденный компромисс состоял в том, что этот церемониальный жест должен был исполнить некто из ближайшего окружения Роллона. Однако норманн, не становясь на колени, поднял ногу короля настолько высоко, что тот потерял равновесие и упал навзничь[2].

## Значение соглашения
Данный договор является первичным документом, на основании которого спустя некоторое время появилось герцогство Нормандия. Роллон, а затем и его сын Вильгельм I, стремились к расширению начальных владений, в особенности в западном направлении (Нижняя Нормандия и Бретань).
Роллон соблюдал положения договора и оберегал земли королевства франков. Однако после того как король Карл III попал в плен к своим мятежным вассалам, Роллон устроил рейды в Пикардию.